# جیم گروئنوالد
جیم گروئنوالد (انگلیسی: Jim Gruenwald؛ زادهٔ ۹ ژوئن ۱۹۷۰) کشتی‌گیر اهل ایالات متحده آمریکا است.